# Aline Söther
Aline Söther (née le 10 septembre 1923 à Beckingen et morte fin avril 1945 à Ravensbrück) est une ouvrière agricole allemande, victime du nazisme.

## Biographie
Aline Söther est née le 10 septembre 1923 à Beckingen. Elle est la fille de Johannes Söther, un mineur et membre du parti communiste allemand (KPD). Après avoir terminé l'école primaire, Aline Söther reste à la maison pour s'occuper du ménage et de l'éducation de ses cinq frères et sœurs. 
Fin 1940, elle déménage avec sa famille à Vigy-Altroff, près de Metz, dans l'ancien département de la Moselle, désormais annexé, où son père est soumis au travail obligatoire. Aline Söther y travaille comme ouvrière agricole dans une ferme et rencontre, en 1942, Myrtek Stanowitsch, un prisonnier de guerre polonais de quatre ans son aîné. Les deux sont amoureux et très vite, ils attendent un enfant. 
Le 8 mars 1940, le gouvernement nazi adopte les décrets polonais (en) (Polen-Erlasse) pour réglementer les conditions de vie et de travail des travailleurs polonais soumis au travail obligatoire. Ils imposent quantité de mesures discriminatoires et humiliantes. Les relations sexuelles avec des femmes allemandes sont strictement interdites. Un prisonnier de guerre qui s'est engagé avec une Allemande doit être fusillé et la femme ou la jeune fille publiquement dénoncée, les cheveux coupés et enfermée dans un camp de concentration,. Un tract distribué par les nazis à l'intention des paysans et intitulé Comment se comporter avec les polonais, stipule « Gardez le sang allemand pur ! Cela s'applique aussi bien aux hommes qu'aux femmes ! Tout comme il est considéré comme la plus grande honte de s'engager avec un Juif, tout Allemand ou Allemande qui a des relations intimes avec une Polonaise ou un Polonais est un pêcheur. Méprisez les instincts animaux de cette race ! Soyez conscient de la race et protégez vos enfants. Sinon, vous perdrez votre plus grand atout : votre honneur ».
La grossesse d'Aline Söther ne passe pas inaperçue dans la petite ville. Le 5 avril 1943, Myrtek Stanowitsch, sous la pression et les menaces, se suicide sur la ligne de chemin de fer Metz- Hayange. 
Le 23 août 1943, Aline Söther met au monde leur fille, Rita. Le 25 avril 1944, elle est convoquée sous le prétexte d'une tutelle et arrêtée. D'abord emprisonnée à Metz, elle est conduite au camp de concentration de Ravensbrück en août 1944. Elle y meurt du typhus fin avril 1945, juste avant que le camp ne soit libéré par l'armée soviétique. La date de décès est ensuite fixée par le tribunal au 8 mai 1945, jour de la capitulation allemande. 
Sa fille Rita a été élevée par les parents d'Aline Söther. 
En 2015, sa ville natale de Beckingen inaugure la place Aline Söthier en présence de sa petite-fille.